# Nuhella Riabi
Nuhella Riabi – tunezyjska zapaśniczka walcząca w stylu wolnym. Brązowa medalistka mistrzostw Afryki w 2005 roku.